# Biwak Zapałowicza

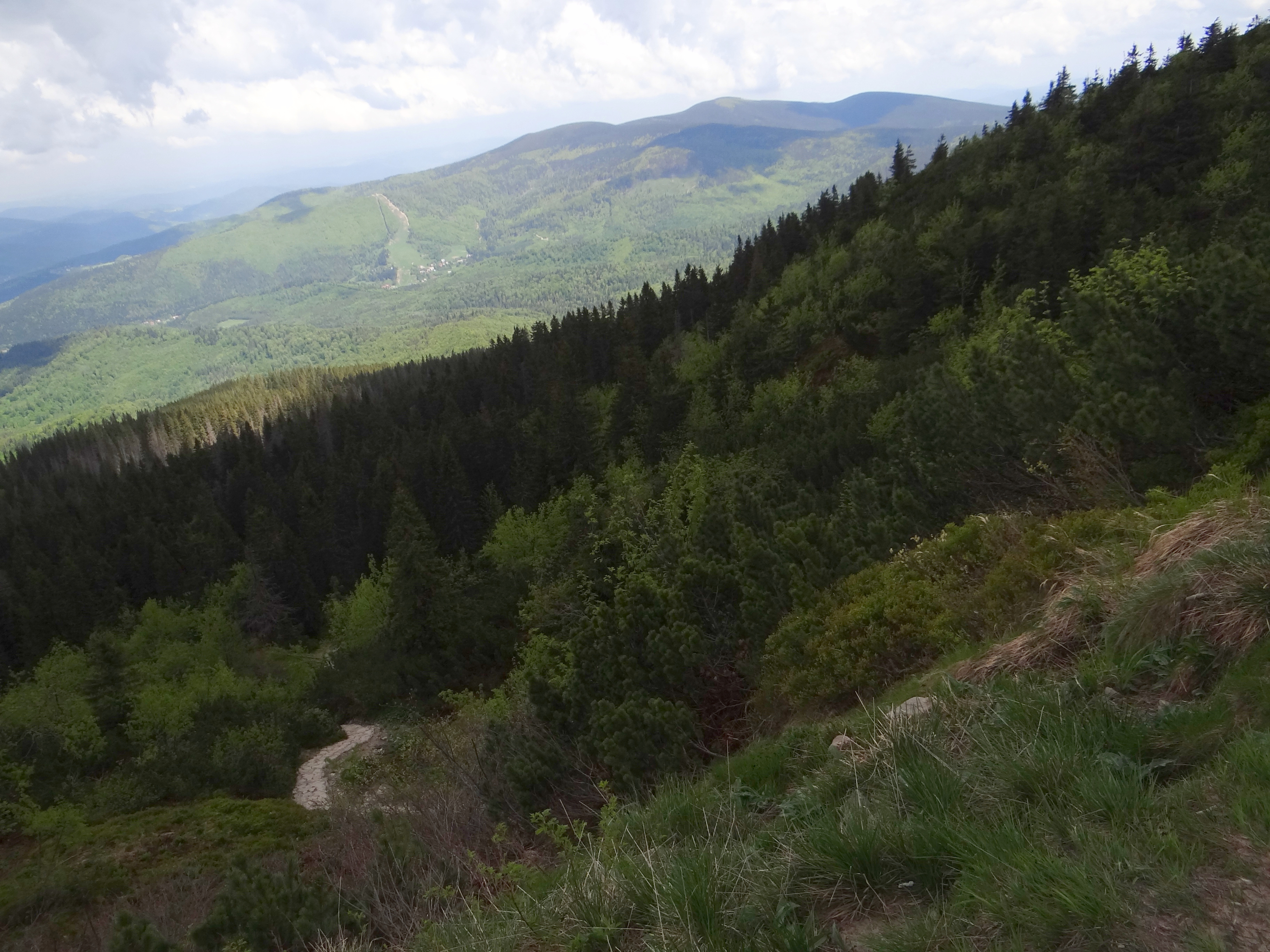
Widok z przełęczy Brona

Biwak Zapałowicza – maleńka, nieco podmokła polanka (obecnie już mocno zarastająca i trudna do identyfikacji) na północnych stokach masywu Babiej Góry w Babiogórskim Parku Narodowym w Beskidzie Żywiecko-Orawskim (w regionalizacji według Jerzego Kondrackiego w Beskidzie Żywieckim).
Leży wprost pod przełęczą Brona, nieco poniżej górnej granicy lasu, na wysokości ok. 1300 m, w bezpośrednim sąsiedztwie czerwonego szlaku turystycznego wiodącego z Markowych Szczawin na Bronę. Tuż powyżej tej polanki rosły kiedyś cztery potężne świerki (do dziś ostał się tylko jeden zwany Świerkiem Zapałowicza). Pod nimi lubili (według miejscowych podań) raczyć się winem i dzielić łupy zdobyte na orawskiej stronie dawni zbójnicy babiogórscy. W. Midowicz podaje, że jeszcze do końca XIX w. można było tu ujrzeć stertę potłuczonych butelek po winie. Od Biwaku Zapałowicza odgałęział się Przechód Poszukiwaczy Skarbów – droga trawersująca północnymi stokami Cyl (Małej Babiej Góry) wiodąca do jaskini Złotej Studni. Nieopodal, nieco na zachód od polanki, wśród leśnego gąszczu leży jeden z najmniejszych naturalnych zbiorników Babiej Góry – Mały Stawek.
Nazwa miejsca pochodzi od nazwiska wybitnego przyrodnika badającego w latach 70. XIX w. florę babiogórską, Hugona Zapałowicza, który lubił w tym miejscu biwakować w trakcie swych wypraw botanicznych.
Znajduje się w granicach wsi Zawoja w województwie małopolskim, w powiecie suskim, w gminie Zawoja